# Barry (Texas)
Barry è una città degli Stati Uniti d'America, situata nello Stato del Texas, nella Contea di Navarro.